# Matt Jaffe
Matt Jaffe (nascido em 20 de abril de 1995) é um cantor e compositor americano, guitarrista e fundador da banda Matt Jaffe & The Distractions.

## Biografia
Criado em Mill Valley, Califórnia, Jaffe aprendeu violino clássico quando tinha cinco anos. Quando ele tinha dez anos, ele pegou o violão para compor suas próprias canções, aprendendo seus primeiros acordes assistindo David Byrne tocar no show de Jonathan Demme / Talking Heads, Stop Making Sense. Quatro anos depois, Jerry Harrison, tecladista e guitarrista do The Talking Heads, descobriu Jaffe em um showcase de microfone aberto.
Harrison ficou impressionado com as habilidades de composição de Jaffe e se ofereceu para gravar algumas de suas músicas. Antes de entrar no primeiro ano do ensino médio, Jaffe gravou 50 demos acústicas no estúdio de Harrison em Sausalito, Califórnia. Durante sua colaboração, Harrison se tornou um amigo e conselheiro.
A última formação conhecida da banda de Jaffe, The Distractions (fazendo referência à primeira banda de apoio de Elvis Costello, The Attractions), consistia em Paul Paldino no baixo e Cole Bailey na bateria. Eles lançaram seu EP de cinco canções, Blast Off, em 2015. Os ex -co-fundadores da Uptones Eric Din e Paul Jackson tocaram guitarra e teclado, respectivamente, na gravação. Matthew King Kaufman produziu quatro das canções do lançamento.
Em 2013, Jaffe entrou na Yale University , mas deixou a escola um ano e meio depois para continuar a se dedicar à música. Durante a turnê para divulgar o EP, a banda abriu para Mavis Staples e The Damnwells . A banda embarcou em sua primeira turnê extensa nos Estados Unidos em 2015, abrindo para o Blues Traveler.
Jaffe atualmente reside na área da baía de São Francisco. Sua banda de apoio atual consiste em Rob Dietrich no baixo e o baterista original do Distractions Alex Coltharp.

## Discografia
- Blast Off (2015)

- California's Burning (2017)

- The Spirit Catches You (2018)

- Undertoad (2021)

- Kintsugi (2021)